# Argentin labdarúgó-válogatott
Az argentin labdarúgó-válogatott Argentína nemzeti labdarúgó csapata, amelyet az argentin labdarúgó-szövetség (spanyolul Asociación del Fútbol Argentino) irányít. A csapat beceneve: Albicelestes, ennek jelentése „égszínkék-fehérek” (a válogatott mezének színei).
A világ egyik legsikeresebb nemzeti válogatottja, amely hat világbajnoki döntőben szerepelt eddig. 1930-ban 4–2-s vereséget szenvedtek Uruguay ellen, 1978-ban Hollandiát verték 3–1-re hazai környezetben, 1986-ban Diego Maradona vezérletével pedig az NSZK-t győzték le 3–2-re. 1990-ben ismét találkoztak, de ezúttal az NSZK győzött 1–0-ra. A 2014-es világbajnokság döntőjében Németországtól kaptak ki 1–0-ra hosszabbítás után. A 2022-es világbajnokság döntőjében Franciaországot győzték le egy 3–3-mal végződő hosszabbításos mérkőzésen büntetőkkel.
Tizenötször nyerték meg a Copa Américát és háromszor az "extra" latin-amerikai bajnokságot (1941, 1945, 1946). Argentína nyerte az 1992-es konföderációs kupát is. Az olimpiai címet szintén kétszer sikerült elhódítaniuk: 2004-ben és 2008-ban.
Brazília és Franciaország mellett Argentínának sikerült eddig megnyernie mindhárom nagy nemzetközi tornát: a FIFA által szervezett labdarúgó-világbajnokságot és Konföderációs kupát, illetve az olimpiai tornát. Mindhárom ország saját kontinensbajnokságát is többször megnyerte.

## A válogatott története

### Korai évek
Argentínába a britek juttatták el a labdarúgást az 1860-as években. A labdarúgó-szövetséget egy angol úriember, Alexander Hutton alapította 1891-ben és még ugyanebben az évben létrejött a nemzeti bajnokság is. Az argentin válogatott első mérkőzését 1901. május 16-án játszotta Uruguay ellen, de ez még nem volt hivatalos. Az első hivatalos találkozóra 1902. július 20-án került sor ugyancsak Uruguay ellen. A mérkőzést Argentína nyerte 6–0-ra. Eleinte csak barátságos mérkőzéseket játszottak. 1905-ben megrendezték az első Lipton kupát. Az argentin és az uruguayi labdarúgó-szövetség közösen szervezte a sorozatot. 1906-ban nyerték az első kupájukat, amikor Montevideóban 2–0-ra legyőzték Uruguayt. Még ugyanebben az évben a Newton kupa is elrajtolt, amit szintén megnyertek az argentinok. A következő években Argentína csak Dél-amerikai ellenfelek ellen lépett pályára, ennek okai voltak többek között a hosszú és költséges utazások, illetve az I. világháború kitörése.
1907 és 1911 között az összes Newton kupát megnyerték, emellett 1906 és 1909 között négy Lipton kupát is begyűjtöttek. Néhány uruguayi győzelem után megnyerték az 1913-as, 1915-ös és az 1916-os Lipton, illetve az 1916-os Newton kupát is.
1916-ban Argentína rendezte a CONMEBOL által szervezett első Dél-amerikai bajnokságot (Copa América). A házigazdán kívül Brazília, Chile és Uruguay vett részt a megmérettetésen. Az argentinok Chilét 6–0-ra megverték, Brazíliával és Uruguayjal döntetlent játszottak. A tornát végül Uruguay nyerte. Argentína az első Dél-amerikai bajnokságát 1921-ben nyerte, amit szintén ők rendeztek Buenos Airesben. Minden mérkőzésüket megnyerve lettek kontinensbajnokok.

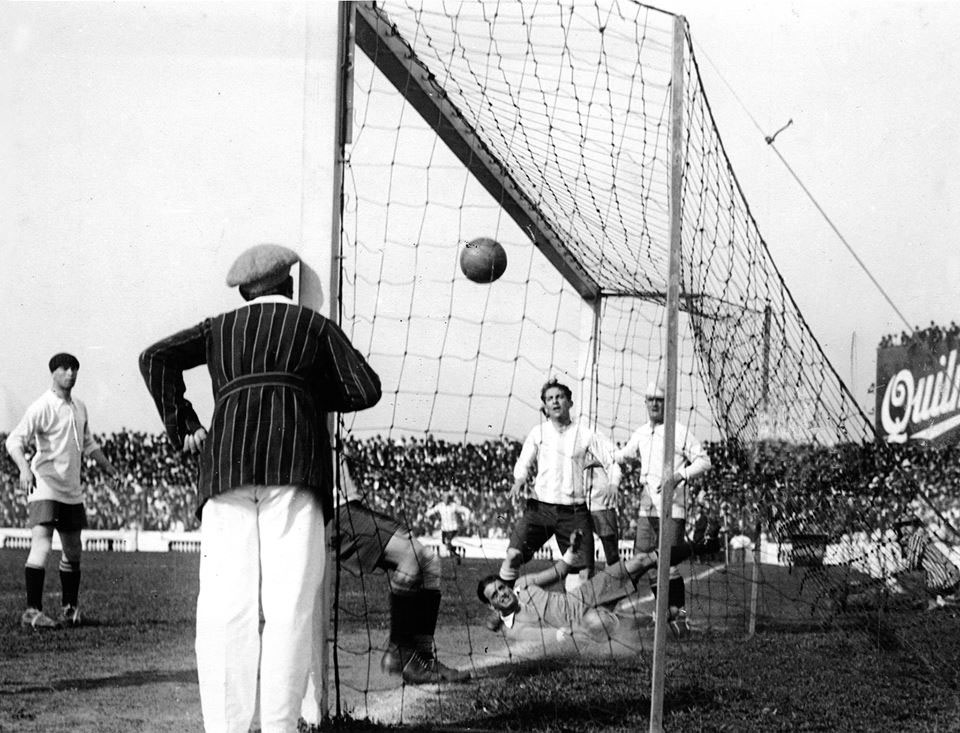
Onzari "olimpiai gólja" Uruguay ellen 1924-ben.

1924. október 2-án barátságos mérkőzésen legyőzték az olimpiai bajnok Uruguayt 2–1-re. A találkozó az egyik argentin gólról maradt emlékezetes. Szögletből egészen 1924-ig nem lehetett közvetlenül gólt elérni. A lehetőséget csak az 1924-es párizsi olimpiát követően teremtette meg a FIFA. A mérkőzésen a hazaiak játékosa, Cesáreo Onzari egy sarokrúgást közvetlenül a hálóba csavart, ezzel az argentinok megverték az olimpiai bajnokot. Latin-Amerikában ezt követően ragadt a szögletből érintés nélkül rúgott gólokra a "Gol Olímpico" elnevezés.
1925-ben Argentína harmadik alkalommal volt házigazdája a Dél-amerikai bajnokságnak és második tornagyőzelmét szerezte. 1927-ben a Peruban rendezett Dél-amerikai bajnokságon harmadik győzelmüket is megnyerték, miután Bolíviát 7–1-re, Uruguayt 3–2-re, a házigazda Perut pedig 5–1-re legyőzték.
1928-ban Argentína részt vett az amszterdami nyári olimpiai játékokon, amely történetének legelső nemzetközi labdarúgótornája volt. Az Egyesült Államokat 11–2-re, Belgiumot 6–3-ra, Egyiptomot 6–0-ra verték és bejutottak a döntőbe. Ott azonban a címvédő Uruguay ellen 2–1-re kikaptak és így ezüstérmesek lettek.
1929-ben ismét Argentína adott otthont a Dél-amerikai bajnokságnak. Peru 3–0-s, Paraguay 4–1-s és Uruguay 2–0-s legyőzése után történetük negyedik bajnoki címét szerezték. A tornagyőztes csapat tagjainak nagy része részt vett egy évvel később a történelem legelső labdarúgó világbajnokságán, amit 1930-ban Uruguayban rendeztek.

### 1930-as világbajnokság

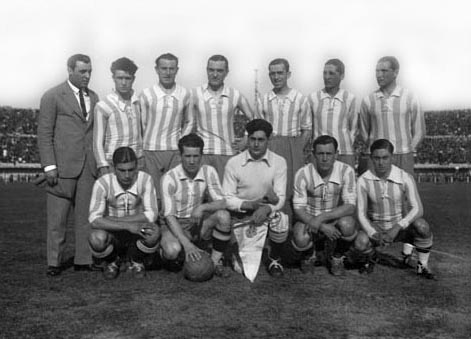
Az argentinok kezdőcsapata Mexikó ellen az 1930-as világbajnokságon.

Argentína egyike volt a tizenhárom országnak, amely elindult a világbajnokságon. Az 1. csoportban Franciaország ellen kezdtek és 1–0-ra győztek. Ezt követően Mexikót 6–3-ra, Chilét pedig 3–1-re verték. Az elődöntőben az Egyesült Államokat győzték le 6–1-re és bejutottak a döntőbe, ott azonban 4–2-s vereséget szenvedtek a házigazda Uruguay ellen. Guillermo Stábile 6 góljával a torna gólkirálya lett.

### 1934–1954 vb-részvételek nélkül
Négy évvel később az 1934-es labdarúgó-világbajnokságon Argentína mindössze egy mérkőzést játszott és azon 3–2-re kikapott Svédországtól. Az 1938-as világbajnokság selejtezőitől visszaléptek. A második világháború után, 1950-ben rendeztek ismét világbajnokságot. Argentína azonban ismét visszalépett a selejtezőktől. Az 1954-es világbajnokság selejtezőire nem neveztek.
Annak ellenére, hogy 1934 és 1954 között egyetlen világbajnokságon sem vettek részt megnyerték az 1937-es, 1941-es, 1945-ös, 1946-os, 1947-es, 1955-ös és az 1957-es Dél-amerikai bajnokságot.

### 1958-as világbajnokság

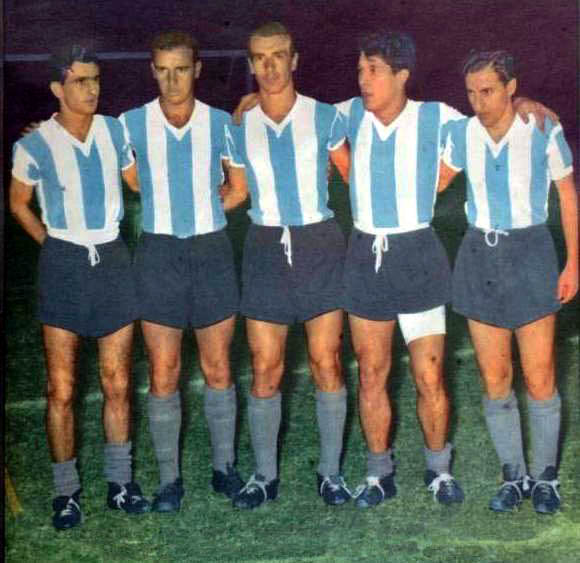
Los Carasucias: Corbatta, Maschio, Angelillo, Sívori és Cruz.

Az 1957-es csapat az egyik legemlékezetesebb argentin válogatott volt a maga támadósorával. Az Oreste Corbatta, Humberto Maschio, Antonio Angelillo, Omar Sívori, Osvaldo Cruz támadóötössel felálló csapat Kolumbiát 8–2-re, Ecuadort 3–0-ra, Uruguayt 4–0-ra, Chilét 6–2-re és Brazíliát 3–0-ra verte. Maschio 9 góllal a gólkirályi címet is megszerezte.
1958-ban Argentína 24 év távollét után tért vissza a világbajnokságra. A Svédországban rendezett tornán Maschio, Angelillo és Sívori (valamennyien ekkor már az olasz bajnokságban játszottak) is hiányzott a keretből, akiket Guillermo Stábile szövetségi kapitány nem válogatott be. Habár a keretben még így is nagyszerű játékosokból állt, az európai ellenfelekkel szemben mindez kevésnek bizonyult. Első mérkőzésükön 3–1-re kikaptak az NSZK-tól. Ezután Észak-Írországot ugyanilyen arányban legyőzték, majd Csehszlovákia ellen 6–1-s vereséget szenvedtek, ami történetük egyik legnagyobb arányú veresége. A csoportjukban csupán negyedik helyen végeztek, amit elneveztek "El desastre de Suecia", azaz svédországi katasztrófának. A lebőgés után amikor hazaértek a Buenos Aires-i repülőtéren 20000 dühös ember várta őket.

### Átmeneti időszak (1959–1973)
1959-ben két Dél-amerikai bajnokságot is rendeztek, az egyiknek Argentína volt a házigazdája, amit meg is nyertek. Ez volt történetük tizenkettedik bajnoki címe. Az Ecuadorban rendezett ugyancsak 1959-es tornán a második helyen végeztek, miután 5–0-s vereséget szenvedtek Uruguay ellen, habár az utolsó mérkőzésen Brazíliát 4–1-re legyőzték José Sanfilippo mesterhármasával. A torna után ismét Guillermo Stábilét nevezték ki szövetségi kapitánynak. 1960-ban Argentína az első és egyetlen győzelmét szerezte a Costa Ricában rendezett Pánamerikai játékokon.
1961-ben európai turnéra indult a válogatott, ahol lejátszott több barátságos találkozót, melyek közül csak egyet tudott megnyerni Portugália ellen. Juan Carlos Lorenzo irányításával vettek részt az 1962-es világbajnokságon, ahol már a csoportkör után kiestek. Bulgáriát még ugyan legyőzték 1–0-ra az első mérkőzésükön, de az Angliától elszenvedett 3–1-s vereség és a Magyarország elleni 0–0-s döntetlent nem volt elég a továbbjutáshoz.
Az 1963-as Dél-amerikai bajnokságon a harmadik helyen végeztek. Brazíliát (3–0), Kolumbiát (4–2) és Ecuadort (4–2) megverték, Bolíviától (2–3) és Perutól (1–2) kikaptak, Paraguayjal pedig 1–1-s döntetlent játszottak.
1964-ben Argentína megnyerte a Nemzetek kupáját, ami egy barátságos torna volt a Brazil labdarúgó-szövetség alapításának 50. évfordulója alkalmából. Az argentinok kapott gól nélkül, Brazíliát 3–0-ra legyőzve nyerték a tornát. A brazil válogatott a legendás 1950-es világbajnokság óta nem szenvedett vereséget hazai pályán. A sikereket beárnyékolta, hogy ugyanabban az évben Peru ellen vívott mérkőzést a csapat Limában, a Estadio Nacional-ban. A május 24-i meccset az argentinok megnyerték, ám az eredmények miatt elégedetlen szurkolók között zavargás tört ki, majd a szakszerűtlen rendőri beavatkozás súlyos tömegszerencsétlenséget eredményezett.
Az 1966-os világbajnokságra visszatért Juan Carlos Lorenzo a kapitányi posztra. A 2. csoportban Spanyolország 2–1-s legyőzésével nyitották. Az NSZK-val 0–0-s döntetlent játszottak, míg Svájcot 2–0-ra verték. A negyeddöntőben Angliával találkoztak. A Wembleyben rendezett találkozót az angolok nyerték 1–0-ra, de nem csak erről vált emlékezetessé. Az argentinok csapatkapitánya Antonio Rattín a 35. percben a kiállítás sorsára jutott. Annyira felháborodott az igazságtalannak vélt, a német Rudolf Kreitlein játékvezető megsértéséért kapott büntetésen, hogy nem akarta elhagyni a játékteret, végül a rendőrségnek kellett őt jobb belátásra bírnia. Az öltöző felé ballagva Rattín megrángatta a felezővonalnál álló zászlót – egy Union Jacket –, amely tett már a Brit Birodalom nyílt meggyalázásának számított. Az argentin-angol futballháborúban gyakorlatilag átadták a nyílt hadüzenetet. Rattín évtizedekkel később egy interjúban elárulta nem tudott a zászló rangjáról. Az argentin futballtörténelemben külön kifejezés született erre az egy mérkőzésre: a robo del siglo – az évszázad lopása, mivel állításuk szerint az angolok gólja lesről született.
Az argentin válogatott következő megmérettetésére az 1967-es Dél-amerikai bajnokságon került sor Uruguayban. Jó teljesítményt nyújtva hat mérkőzésből ötöt megnyertek, a házigazda ellen elszenvedett egyetlen vereség azonban elég volt, ahhoz hogy csak a második helyen végeztek.
Az 1970-es világbajnokság selejtezőiben Bolívia ellen 3–1-s vereséggel kezdtek, ezután Perutól is kikaptak 1–0-ra. A visszavágókon 1–0-ra megverték ugyan Bolíviát és 2–2-s döntetlent játszottak Peruval, azonban mindez kevésnek bizonyult és nem jutottak ki a világbajnokságra. Ez volt az egyetlen alkalom, amikor elvéreztek a selejtezőkben, korábban visszalépések miatt nem voltak jelen a vb-ken.

### 1974-es világbajnokság

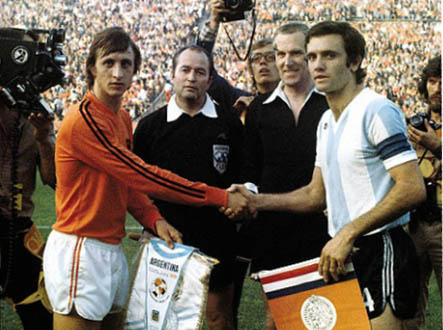
Roberto Perfumo a holland kapitánnyal Johan Cruijffal fog kezet.

1972-ben a korábbi válogatott labdarúgót Omar Sívorit nevezték ki a szövetségi kapitányi posztra. Az 1974-es világbajnokság selejtezőit az ő irányításával játszották le. Buenos Airesben Bolíviát 4–0-ra, Paraguayt 3–1-re verték. La Pazban 1–0-ra győztek, ami jó eredménynek számított annak tudatában, hogy a bolíviai fővárosban mindig megszenvednek az oxigénhiánytól a vendég csapatok játékosai.
A sikeres selejtezők után Sívori távozott, helyére a szintén korábbi válogatott labdarúgó Vladislao Cap került. A világbajnokságon Lengyelország ellen 3–2-s vereséggel kezdtek, amit az Olaszország elleni 1–1-s döntetlen követett. Harmadik mérkőzésükön 4–1-re legyőzték Haiti válogatottját és továbbjutottak a második csoportkörbe. Hollandiától 4–0-s, Brazíliától 2–1-s vereséget szenvedtek, az NDK ellen pedig 1–1-s döntetlent értek el. a csoport utolsó helyén végeztek és nem jutottak be az elődöntőbe.

### Menotti időszaka (1974–1982)
Az 1974-es vb után a labdarúgó-szövetség változásokat eszközölt az argentin labdarúgásban, erre azért is volt szükség, mert az 1978-as világbajnokság rendezési jogát Argentína kapta. 1974-ben César Luis Menotti lett kinevezve a szövetségi kapitányi posztra. Első mérkőzésére 1974. október 12-én került sor Spanyolország ellen. A 78-as világbajnokságig sok idő volt még hátra és mivel Argentínának rendezőként nem kellett selejtezőt játszania, ezért jobbára barátságos mérkőzéseket játszottak. Ebben a négy éves periódusban összesen 33 találkozóra került sor. 1977-ben debütált a válogatottban mindössze 16 évesen Diego Maradona egy Magyarország elleni barátságos mérkőzésen Buenos Aires-ben, melyet 5–1-re megnyertek.

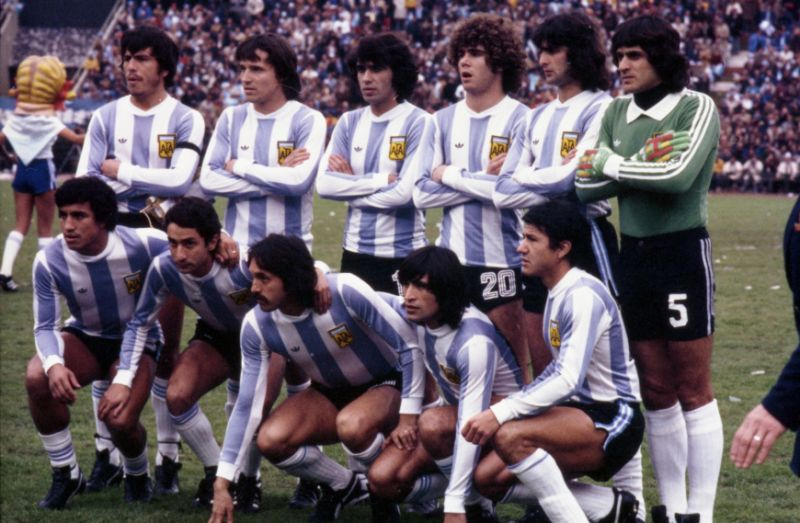
Argentína rendezte a labdarúgó-világbajnokságot 1978-ban.

Argentína 1975-ben az újjáalakított és nyolc év szünet után ismét elrajtoló Copa Américan is részt vett, melynek nem volt külön kijelölt házigazdája. Venezuelát kétszer is legyőzték, de a braziloktól elszenvedett két vereséggel nem jutottak be a második körbe.
1978-ban a világbajnokság előtt nem sokkal több barátságos mérkőzést játszottak Dél-amerikai és európai ellenfelekkel szemben. Menotti kihagyta Maradonat az argentinok keretéből, mivel még túl fiatalnak ítélte meg, ezért nagy nyomás zúdult rá.
Argentína számára 1978. június 2-án kezdődött el a világbajnokság. A nyitómérkőzésükön 2–1-re legyőzték Magyarországot. Ezt követően Franciaországot is megverték 2–1-re. Olaszország ellen 1–0-s vereséget szenvedtek, így a csoport második helyén végeztek. A második csoportkörben Lengyelországot Mario Kempes góljaival 2–0-ra verték, majd Brazília ellen 0–0-s döntetlent játszottak. Az utolsó mérkőzésükön legalább négy góllal kellett győzniük, mivel máskülönben Brazília jutott volna be a döntőbe. Végül ez összejött és Perut 6–0-ra győzték le. A másik ágról Hollandia került be a fináléba.
A döntőt 1978. június 25-én rendezték Buenos Airesben az Estadio Monumentalban. Argentína története második világbajnoki döntőjében Mario Kempes góljával megszerezte a vezetést. A hollandoknak Dick Nanninga révén sikerült egyenlíteni, majd Kempes ismét betalált és végül Daniel Bertoni állította be a 3–1-s végeredményt. Argentína története első világbajnoki címét szerezte. Mario Kempes 6 góllal a torna gólkirályi címét is megszerezte.
A világbajnokság után Menotti maradt a szövetségi kapitány, irányításával részt vettek az 1979-es Copa Américán. Diego Maradona első gólját a felnőtt válogatottban Glasgowban, Skócia ellen szerezte, ahol Argentína 3–1-re győzött.
Az 1979-es Copa Américán Brazíliával és Bolíviával kerültek egy csoportba. Az első két mérkőzésen vereséget szenvedtek, a visszavágókon 3–0-ra verték a bolíviaiakat és 2–2-s döntetlent értek el Brazília ellen. Utolsó helyen zártak és nem jutottak tovább a második körbe. Még ugyanebben az évben az Argentína Diego Maradona és Ramón Díaz vezérletével megnyerte a Japánban rendezett 1979-es ifjúsági világbajnokságot. Ennek a csapatnak is Menotti volt az edzője.
Miután a következő világbajnokságra címvédőként nem kellett selejtezőt játszaniuk, ezért maradtak a barátságos mérkőzések. Részt vettek az 1980-as Mundialitón, amit a labdarúgó-világbajnokságok 50. évfordulója alkalmából rendeztek meg Uruguayban, a korábbi világbajnokok részvételével. A csoportjukban az NSZK-t legyőzték, Brazíliával döntetlent játszottak.
Az argentin válogatott az 1982-es világbajnokságra készült, miközben április 2-án a Leopoldo Galtieri katonai diktátor vezette argentin hadsereg megszállta a brit fennhatóság alá tartozó Falkland-szigeteket és kitört a Falkland-szigeteki háború.
A keret nagy része az 1978-as csapatra épült, kiegészülve Diego Maradonaval. Első mérkőzésükön a barcelonai Camp Nouban 1–0-s vereséget szenvedtek Belgium ellen. Ezt követően javítottak és Magyarországot 4–1-re, El Salvadort 2–0-ra győzték le. A második csoportkörben Brazíliával és Olaszországgal kerültek egy csoportba. Mindkét mérkőzésüket elveszítették, előbbitől 3–1-re, utóbbitól 2–1-re kaptak ki. Diego Maradona nem hozta azt a teljesítményt, amit elvártak tőle, ráadásul a Brazília elleni mérkőzésen egy belépőt követően a kiállítás sorsára jutott. Menotti a világbajnokság után távozott. Kilenc év alatt, amit a válogatott kispadján eltöltött megnyerték a világbajnokságot (felnőtt és utánpótlásszinten).

### Carlos Bilardo időszaka (1983–1990)

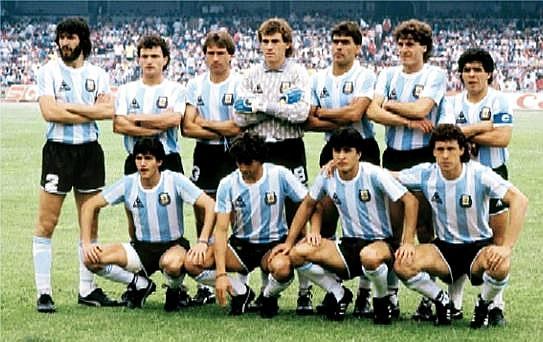
Argentína csapata Dél-Korea ellen az Estadio Olímpico Universitarióban, Mexikóvárosban az 1986-os világbajnokságon

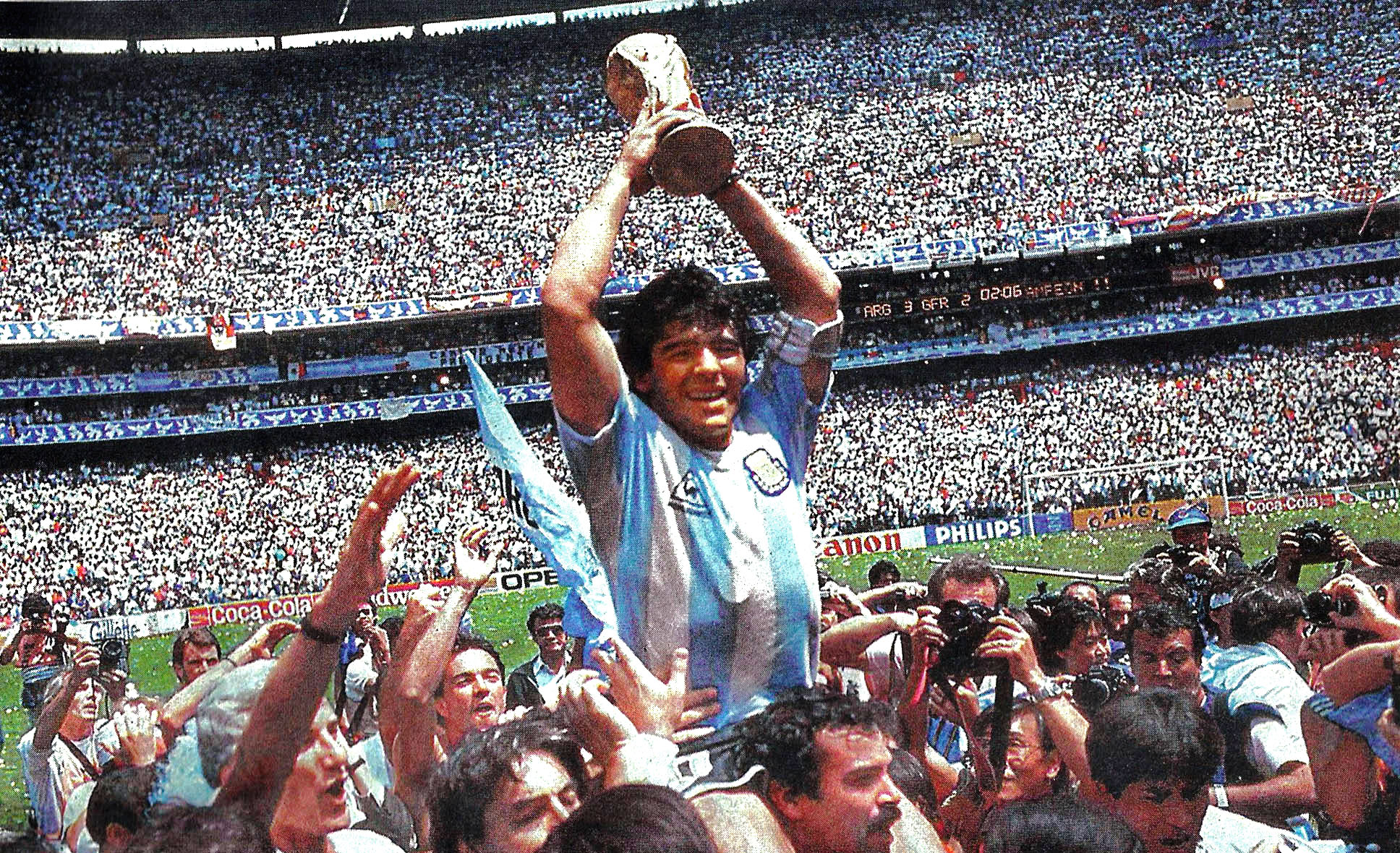
Diego Maradona a vb trófeával

Menotti távozása után Carlos Bilardót választották ki a kapitányi posztra. Első komolyabb megmérettetése az 1983-as Copa América volt, melyen Argentína nem jutott tovább a csoportjából. Ecuador ellen kétszer is 2–2-s döntetlent játszottak. A Copa América után részt vettek Kalkuttában a Nehru kupán. Ezt követően sikeres európai körúton jártak és három mérkőzést nyertek, köztük az NSZK ellen 3–1-re Düsseldorfban. 1985 májusában elkezdődtek a vb-selejtezők. Venezuelát 3–2-re és 3–0-ra, Kolumbiát 3–1-re és 1–0-ra verték. Perutól idegenben kikaptak 1–0-ra, míg a visszavágón 2–2-s döntetlent értek el, így egyenes ágon jutottak ki az 1986-os világbajnokságra. A sorsolást követően az A csoportba kerültek. Dél-Korea ellen kezdtek és 3–1-re győztek. Olaszországgal 1–1-es döntetlent játszottak, majd az utolsó csoportmérkőzésen 2–0-ra verték Bulgáriát. A nyolcaddöntőben Uruguayt győzték le 1–0-ra. A negyeddöntőben Angliával találkoztak. Az első félidő 0–0-val ért véget, majd a második félidőben Diego Maradona két emlékezetes gólt szerzett. Az elsőnél kézzel ütött bele a labdába, amit azóta is csak úgy emlegetnek: „Isten keze”; a másodiknál az egész angol védelmet elfektetve gyakorlatilag végigszlalomozott a pályán. Gary Lineker révén már csak szépíteni tudtak az angolok, így 2–1-es eredménnyel Argentína jutott be az elődöntőbe. Az eredmény szimbolikus jelentőséggel bírt, nem csak a sport szemszögéből, hanem a pár évvel korábbi Falkland-szigeteki háború miatt is, amit Argentína elveszített. Az elődöntőben Maradona góljaival Belgium ellen győztek 2–0-ra és bejutottak a fináléba, ahol az NSZK-val találkoztak. A döntőt Mexikóvárosban, az Azték stadionban rendezték. José Luis Brown és Jorge Valdano góljaival 2–0-s előnyre tettek szert az argentinok, azonban Karl-Heinz Rummenigge és Rudi Völler révén egyenlítettek a németek. Végül a 83. percben Jorge Burruchaga megszerezte a mindent eldöntő találatot, kialakítva a 3–2-es végeredményt. Argentína ezzel története második világbajnoki címét szerezte. Hét mérkőzésből hatot megnyerve, egy döntetlen mellett veretlenül lettek világbajnokok. Diego Maradona 5 góljával csapata legeredményesebb játékosa volt.
A világbajnokság után egy évig nem játszott mérkőzést az argentin válogatott. Az 1987-es Copa Américán 1–1-es döntetlent játszottak Peruval, Ecuadort 3–0-ra verték. Az elődöntőben 1–0-ra kikaptak a későbbi győztes Uruguaytól. Az 1989-es Copa Américán bejutottak a második körbe, ott azonban Brazília és Uruguay ellen egyaránt 2–0-s vereséget szenvedtek és végül a harmadik helyen zárták a tornát.
Az 1990-es olaszországi világbajnokságra címvédőként nem kellett selejtezőt játszaniuk. Nem kezdték jól a sorozatot, miután a nyitómérkőzésen hatalmas meglepetésre 1–0-ra kikaptak Kameruntól. A Szovjetuniót 2–0-ra legyőzték, de a kapus Nery Pumpido megsérült, helyét a torna a hátralévő részében Sergio Goycochea vette át. Az utolsó mérkőzésen 1–1-es döntetlent játszottak Romániával. A harmadik helyen végeztek a B csoportban. A nyolcaddöntőben Brazíliával találkoztak a Stadio delle Alpiban és Claudio Caniggia góljával 1–0-ra győztek. A negyeddöntőben a jó erőkből álló Jugoszlávia ellen léptek pályára. A rendes játékidő és a ráadás után sem született gól, ezért a büntetőrúgások határoztak. Végül Goycoechea lett a mérkőzés hőse, miután három tizenegyest is hárított, Argentína pedig 3–2 arányban megnyerte a büntetőpárbajt.
Az elődöntőben a házigazda Olaszországot kapták ellenfélnek. Az 1–1-es végeredménnyel záruló nápolyi találkozón szintén a büntetők döntöttek, melyekben ismét az argentinok bizonyultak jobbnak, köszönhetően Goycoecheának, aki két büntetőt is megfogott. Argentína negyedik világbajnoki döntőjére készülhetett, ahol ismét az NSZK-val találkozott. Caniggia eltiltás miatt kihagyta a döntőt, miután Olaszország ellen megkapta második sárga lapját. Ráadásul az argentin játékosok közül többen sérüléssel bajlódtak, köztük Maradona is. A döntőt a római Stadio Olimpicóban rendezték. Az indulatoktól és durva argentin belépőktől sem mentes mérkőzésen Gustavo Dezotti és Pedro Monzón is a kiállítás sorsára jutott. A 83. percben Roberto Sensini Rudi Völlerrel szemben elkövetett szabálytalansága után a mexikói játékvezető Edgardo Codesal a büntetőpontra mutatott. A tizenegyest Andreas Brehme értékesítette, azonban jogosságát még azóta is vitatják. Ezzel a góllal a németek 1–0-ra megnyerték a mérkőzést és harmadik világbajnoki címüket szerezték.

### Alfio Basile időszaka (1990–1994)
A világbajnokság után Bilardo leköszönt, ezzel egy korszak véget ért az argentin válogatott történetében. Diego Maradona bejelentette, hogy az 1990-es világbajnokság volt az utolsó nagy tornája. A szövetségi kapitányi posztra Alfio Basile lett kinevezve. Bemutatkozó mérkőzésére 1991. február 19-én került sor egy Magyarország elleni barátságos mérkőzésen, melyet 2–0-ra megnyertek Rosarióban. Márciusban Maradona fennakadt egy drogteszten Olaszországban, így 15 hónapos eltiltást kapott. A Chilében rendezett 1991-es Copa Américán Venezuelat 3–0-ra, Chilét 1–0-ra, Paraguayt 4–1-re, Perut 3–2-re verték. A második körben Brazília ellen 3–2-s győzelemmel kezdtek, amit a Chile elleni 0–0-s döntetlen követett. Utolsó mérkőzésükön Kolumbiát verték 2–1-re ezzel 32 év után ismét megnyerték a Copa Américat. Gabriel Batistuta 6 góllal a gólkirályi címet is megszerezte. 1992-ben Japán és Wales legyőzésével megnyerték a Kirin-kupát. Még ugyanebben az évben az első ízben kiírt konföderációs kupát (akkori nevén: Fahd király kupa) is megszerezték. Az elődöntőben Elefántcsontpartot verték 4–0-ra, a döntőben Szaúd-Arábiát 3–1-re. 1993. február 24-én Diego Maradona visszatért a válogatottba, amikor Argentína az Artemio Franchi-trófeáért lépett pályára Dánia ellen. Az 1993-as Copa Américára Maradonát kábítószerproblémái miatt Basile nem hívta be a keretbe. A 10-es mezt Diego Simeone viselte ismét. Argentína sorozatban második, a válogatott történetének 14. Copa América győzelmét szerezte, miután a döntőben Batistuta két góljával 2–1-re legyőzte Mexikót.
Az 1994-es világbajnokság selejtezőiben idegenben Peru ellen 1–0-ra, Paraguay ellen 3–1-re nyertek, míg Kolumbiában kikaptak 2–1-re. A hazai mérkőzéseken 2–1-re verték Perut és 0–0-ra végeztek Paraguayjal szemben. Kolumbiától súlyos 5–0-s vereséget szenvedtek, emiatt pótselejtezőt voltak kénytelenek játszani, melyen az óceániai zóna győztese Ausztrália volt az ellenfél. A pótselejtezőhöz azonban még kellett, hogy Peru ugyanebben a körben az első pontját szerezze meg az előzni készülő (de a döntetlen miatt végül nem tudó) Paraguay ellen. A pontszerzés összejött, így Argentínát elkerülte a még nagyobb katasztrófa. Basile megkérte Maradonat, hogy térjen vissza a válogatottba, mert a rutinjára nagy szükség lesz a pótselejtezők alkalmával. Az első találkozó Sydneyben 1–1-s döntetlennel végződött, a visszavágón Buenos Airesben Batuistuta góljával 1–0-ra győztek az argentinok, így ha nem is könnyen, de kijutottak az 1994-es világbajnokságra, ahol a D csoportba kaptak besorolást Bulgária, Görögország és Nigéria mellé. Argentínát a végső győzelemre esélyesnek tartották. A keret tagjai voltak többek olyan kiváló labdarúgók, mint: Sergio Goycochea, Gabriel Batistuta, Diego Simeone, Fernando Redondo, Claudio Caniggia, Oscar Ruggeri, José Basualdo és Diego Maradona. Görögország 4–0-s legyőzésével nyitották a tornát. Batistuta mesterhármast ért el, a negyedik gólt Maradona szerezte, akinek ez volt az utolsó világbajnoki találata. A második találkozójukon Caniggia két góljával 2–1-re verték Nigériát, ezzel továbbjutottak. Azonban a mérkőzés után Maradona efedrinnel akadt fenn a doppingvizsgálaton, amiért a FIFA azonnali hatállyal kitiltotta vb-ről. A klasszis kiválás meglátszott az addig magabiztosan és jól játszó csapat teljesítményén is, az utolsó csoportmérkőzésen Bulgária ellen szenvedtek 2–0-s vereséget szenvedtek, majd a nyolcaddöntőben Románia ellen kaptak ki 3–2-re és kiestek. A sikeres 1986-os és 1990-es vb után már a legjobb 16 között búcsúzni kényszerültek.

### 1998-as világbajnokság
Maradona végleg visszavonult a válogatottól, de az előző vb-n részt vevő csapat gerince megmaradt. Az 1998-as világbajnokságra módosítottak a dél-amerikai zóna (CONMEBOL) selejtezőinek lebonyolításán. A korábbi csoportok helyett minden válogatott oda-vissza megmérkőzött egymással. Argentína 30 ponttal megnyerte a selejtezőket és kijutott a világbajnokságra. A szövetségi kapitány ekkor az 1978-ban játékosként világbajnoki címet szerző Daniel Passarella volt, aki kijelentette, hogy hosszú hajú, fülbevalós és homoszexuális személyek nem kapnak behívót a keretbe. A megkülönböztetések miatt több szakember és játékos -köztük Fernando Redondo és Claudio Caniggia - is lemondta a részvételét. A szintén hosszú hajú Gabriel Batistuta viszont elutazott a vb-re. A sorsolás után három világbajnoki újonc: Horvátország, Japán és Jamaica társaságban a H csoportba kerültek. Mindhárom csoportmérkőzésüket megnyerték: Japánt Batistuta góljával 1–0-ra, Jamaicát Batistua három és Ariel Ortega két góljával 5–0-ra győzték le. A harmadik mérkőzésükön Horvátország ellen nyertek 1–0-ra Mauricio Pineda találatával. Hibátlan teljesítménnyel, kapott gól nélkül jutottak tovább a nyolcaddöntőbe, ahol Angliával találkoztak. Mindössze hat perc után Batistuta tizenegyesével az argentinok megszerezték a vezetést, amit Alan Shearer négy perccel később szintén büntetőből kiegyenlített. Hat perccel később a fiatal Michael Owen Roberto Ayalát kicselezve betalált az argentin kapuba, ezzel megfordította a mérkőzés állását. Javier Zanetti révén még az első félidő ráadásában sikerült egyenlítenie Argentínának. A második félidőben David Beckham a földön fekve odarúgott Diego Simeonénak, ezért piros lapot kapott. További gól sem a rendes játékidőben, sem a hosszabbításban nem esett. A büntetőpárbajt végül Argentína nyerte 4–3 arányban és bejutott a negyeddöntőbe, ahol Hollandiával találkozott. A találkozó elején gyors gólváltás történt, a hollandok a 12. percben Patrick Kluivert góljával megszerezték a vezetést, amit Claudio López a 17. percben kiegyenlített. A mérkőzés végére mindkét csapat megfogyatkozott. A hollandoktól Arthur Numan, az argentinoktól Ariel Ortega jutott a kiállítás sorsára. További gól már csak egy született, mégpedig a 90. percben Dennis Bergkamp révén. Egy 60 méteres keresztlabdát tanári módon vett át és Roberto Ayalát kicselezve külsővel az argentin kapuba lőtt, kiejtve ezzel az argentinokat.

### 2002–2007 közötti időszak
Argentína a 2002-es világbajnokságon mutatott gyenge játékának köszönhetően már a csoportkör után kiesett, holott a végső győzelemre esélyesek között tartották számon. Az F csoportban Nigériát ugyan még 1–0-ra legyőzték Gabriel Batistuta góljával, ezt követően azonban 1–0-ra kikaptak Angliától és csak 1–1-s döntetlent játszottak Svédországgal.

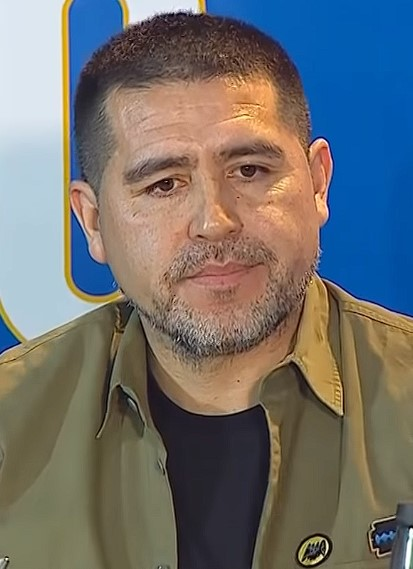
Juan Román Riquelme

 A következő nagy torna a 2004-es Copa América volt, ahol Argentína bejutott a döntőbe. Brazíliával csaptak össze és Kily González tizenegyesével megszerezték a vezetést, azonban a félidő előtt Luisão még egyenlíteni tudott. Egészen a 87. percig nem esett találat, de akkor César Delgado 2–1-re alakította a mérkőzés állását és már amikor úgy tűnt Argentína megnyeri a kupát Adriano a 93. percben döntetlenre mentett. A hosszabbításban nem született újabb gól, ezért a büntetők következtek, melyben az argentinok kétszer is hibáztak, míg a brazilok egyszer sem, 4–2 arányban megnyerték a büntetőpárbajt és egyben a tornát is. Még ezen a nyáron Argentína 23 éven aluli válogatottja három túlkorossal kiegészülve simán megnyerte az athéni olimpiát. Az argentinok az összes mérkőzésüket lehozták kapott gól nélkül, e mellé 17-et rúgtak. Carlos Tévez 8 góllal a torna legeredményesebb játékosa lett. A 2005-ös konföderációs kupán Tunézia 2–1-s és Ausztrália 4–2-s legyőzésével kezdtek, Németországgal pedig 2–2 döntetlent játszottak. Az elődöntőben tizenegyesekkel jutottak tovább Mexikón, majd a döntőben 4–1-s vereséget szenvedtek Brazília ellen. Az argentinok gólját Pablo Aimar szerezte.
Joggal volt magasabb az elvárás a válogatottal szemben a németországi 2006-os világbajnokságon a négy évvel korábbi szereplés miatt. Argentína az Elefántcsontpart elleni 2–1-s, a Szerbia és Montenegró elleni 6–0-s győzelmekkel és a Hollandia elleni 0–0-s döntetlennel jutott tovább a csoportjából a nyolcaddöntőbe, ahol az ellenfél Mexikó volt. Hosszabbítás után 2–1-re győztek Maxi Rodríguez bombagóljával egy igen csak szoros és magas színvonalú mérkőzésen. Ennek a gólnak a történetéhez hozzátartozik, hogy a FIFA a világbajnokság legszebb góljának választotta. A negyeddöntőben a házigazdákkal találkoztak és a rendes játékidőt, illetve a hosszabbítást követően 1–1 volt az eredmény. Következtek a büntetők, ahol a németek bizonyultak jobbnak 4-2 arányban. A mérkőzés végén kisebb balhé tört ki a játékosok között, mivel az argentinok nehezen viselték a vereséget és az ezzel járó kiesést.
Röviddel a világbajnokság után José Pékerman lemondott posztjáról és helyére Alfio Basile-t nevezte ki a szövetség (AFA), aki már vezette a válogatottat az 1994-es világbajnokságon.
A 2007-es Copa Américán Argentína mindhárom mérkőzését megnyerte csoportjában az Egyesült Államok (4–1), Kolumbia (4–2), és Paraguay (1–0) válogatottjai ellen. A negyeddöntőben Peru (4–0), az elődöntőben Mexikó (3–0) legyőzésével bejutottak a döntőbe, ahol 3–0-s vereséget szenvedtek Brazília legjobbjaitól. Egy évvel később az argentin fiatalok megvédték címüket a 2008-as pekingi olimpián. A döntőben Nigériát győzték le 1–0-ra Ángel Di María góljával.

### 2010-es évek

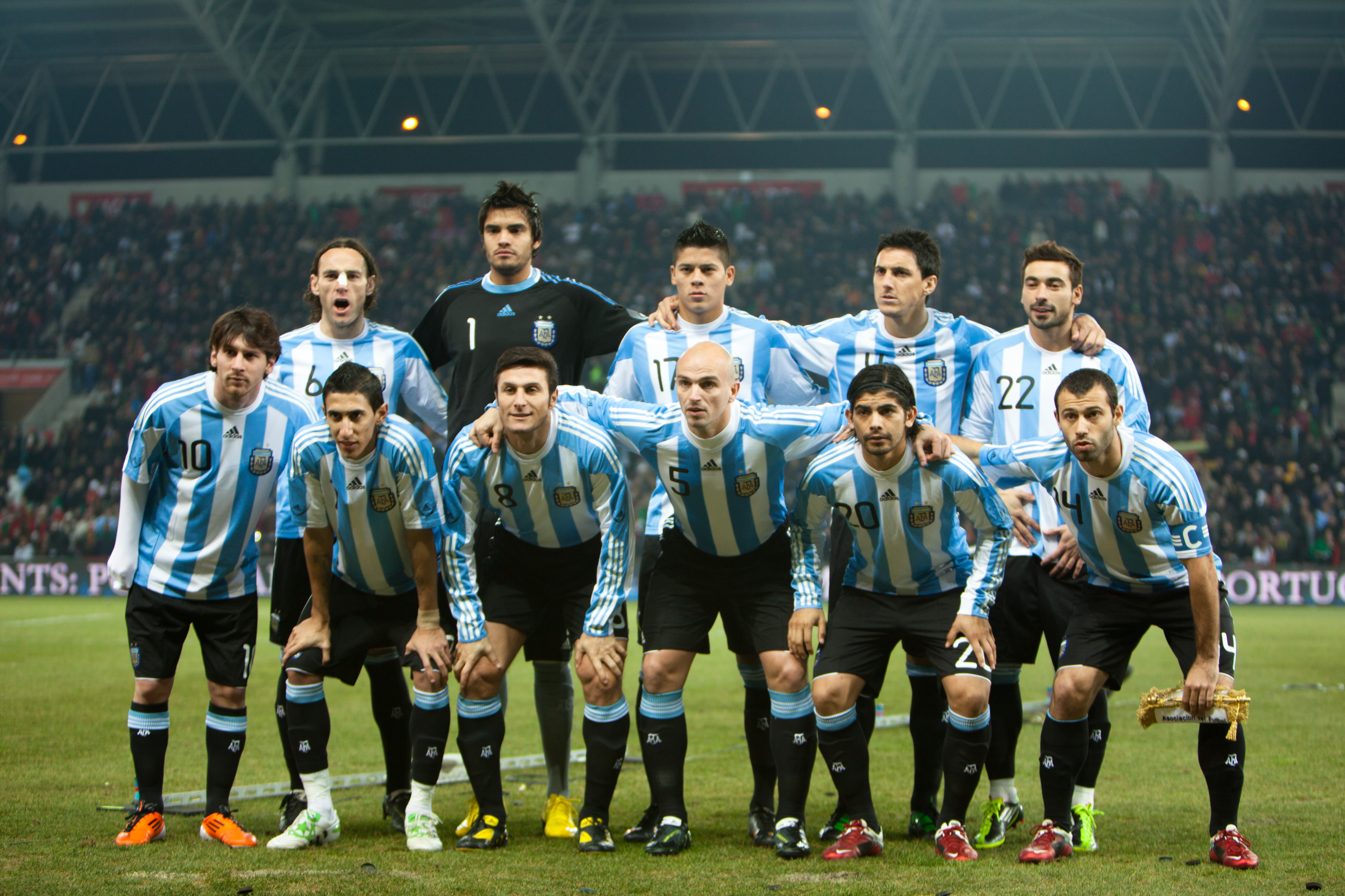
Argentína kezdőcsapata a Portugália elleni barátságos mérkőzésen 2011 februárjában.

A Diego Maradona irányította és a Lionel Messi fémjelezte argentin csapat a CONMEBOL-zónából a negyedik helyen jutott ki a világbajnokságra. A világbajnokság B csoportjában Nigériát, Dél-Koreát és Görögországot társaságában szerepeltek. Az első mérkőzésükön Nigériát verték 1–0-ra Gabriel Heinze góljával. Dél-Koreát 4–1 arányban győzték le, Gonzalo Higuaín ezen a mérkőzésen mesterhármast ért el. Utolsó csoportmérkőzésükön Martín Demichelis és Martín Palermo góljaival 2–0-s győzelmet szereztek, így százszázalékosan zárták a csoportot. A nyolcaddöntőben Mexikót 3–1-gyel búcsúztatták. A negyeddöntőben Németország következett, akárcsak 2006-ban és ismét a németek jutottak tovább. Ezúttal azonban sokkal simábban, ugyanis 4–0-val ütötték ki az argentinokat.

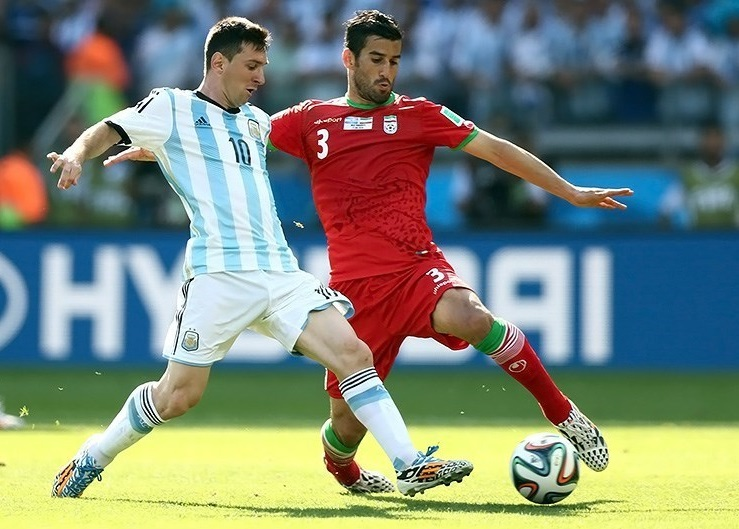
Lionel Messi harcol a labdáért az Argentína–Irán mérkőzésen a 2014-es világbajnokságon.

A 2011-es Copa América házigazdája Argentína volt. A negyeddöntőig jutottak, ahol Uruguay ellen tizenegyesekkel estek ki. A 2014-es világbajnokság selejtezőiben 32 ponttal az első helyen végeztek és jutottak ki a világbajnokságra. Az F csoportba kerültek Bosznia-Hercegovina, Nigéria és Irán mellé. Az első mérkőzésen Bosznia-Hercegovinát 2–1-re legyőzték. A második csoportmérkőzésen Irán ellen a 91. percben szerezte meg Lionel Messi a győztes találatot. Végül Nigériát 3–2-re győzték le. A nyolcaddöntőben Svájccal találkoztak és Ángel Di María hosszabbításban szerzett góljával jutottak tovább. A negyeddöntőben Belgiumot Gonzalo Higuaín góljával verték 1–0-ra, így 1990 után ismét bejutottak a legjobb négy közé. Az elődöntőben Hollandia ellen 0–0-s döntetlennel zárult a találkozó. A büntetők határoztak, melyben Argentína 4–2 arányban jobbnak bizonyult. A döntőben Németország ellen léptek pályára. A Rio de Janeiro-i Maracanã Stadionban rendezett finálét hosszabbítás után Mario Götze góljával a németek nyerték 1–0-ra.
A 2015-ös Copa Américán is sikerült Argentínának eljutni a döntőig, ott azonban büntetőpárbaj után 4–1 arányban alulmaradtak Chilével szemben. Egy évvel később a Copa América történetének 100. évfordulóján megrendezésre került a Copa América Centenario. Argentína megint eljutott a döntőig, ahol ismét Chilével találkozott és újból büntetőkkel veszítette el a mérkőzést.
A 2018-as világbajnokságon a D csoportban szerepeltek. Első mérkőzésükön Sergio Agüero góljával megszerezték a vezetést Izland ellen, de a vége 1–1-es döntetlen lett. Horvátország ellen 3–0-ás vereséget szenvedtek a folytatásban, amivel veszélybe került a továbbjutásuk is. A harmadik csoportmérkőzésen  Lionel Messi és Marcos Rojo góljával végül sikerült legyőzniük Nigériát 2–1-re. A nyolcaddöntőben Franciaországgal találkoztak és 4–3-ra elveszítették a mérkőzést. A 2019-es Copa Américán az elődöntőben 2–0-ra kikaptak a házigazda Brazíliától, ezért a harmadik helyért játszottak, ami 2–1-re megnyertek Chile ellen.

### 2020-as évek
A 2021-es Copa Américán 1–1-es döntetlennel kezdtek Chile ellen. Uruguayt és Paraguayt 1–0-ra, Bolíviát 4–1-re győzték le a csoportkörben. A negyeddöntőben Ecuador ellen győztek 3–0 és bejutottak az elődöntőbe, ahol Kolumbiával találkoztak. A rendes játékidő és a hosszabbítás 1–1-es döntetlennel ért véget, a büntetőpárbajban pedig Argentína bizonyult jobbnak 3–2 arányban és bejutott a döntőbe, amit Ángel Di María góljával megnyertek 1–0-ra a házigazda Brazíliával szemben. Ezzel a sikerrel az argentin válogatott egy 1993 óta tartó nyeretlenségi sorozatot szakított meg.
A 2022-es világbajnokságot nagy meglepetésre 2–1-es vereséggel kezdték Szaúd-Arábia ellen. A második csoportmérkőzésen Lionel Messi és Enzo Fernández góljával 2–0-ra legyőzték Mexikót. Lengyelországot ugyancsak 2–0-ra verték, ezúttal Alexis Mac Allister és Julián Álvarez volt eredményes. A nyolcaddöntőben Lionel Messi és Julián Álvarez góljával 2–1-re győzték le Ausztráliát. A negyeddöntőben Hollandiával kerültek szembe, ahol 2–0-ás vezetésre tettek szert, azonban a hollandoknak az utolsó pillanatokban sikerült döntetlenre menteniük a találkozót. A hosszabbításban nem született újabb gól, így következtek a büntetőrúgások, amiben Argentína bizonyult jobbnak és jutott be az elődöntőbe, ahol Horvátországot 3–0-ra legyőzték. A döntőben Franciaországgal találkoztak, ahol a mérkőzés első félidejében az argentinok Lionel Messi és Ángel Di María góljával 2–0-ás vezetésre tettek szert, azonban Kylian Mbappé a 80. percben büntetőből, egy perccel később pedig akcióból szerzett góllal egyenlített és hosszabbításra mentette a párharcot. A kétszer tizenöt perces ráadásban Lionel Messi ismét betalált, amire Kylian Mbappé válaszolt büntetőből, így 3–3-as döntetlennel zárult a mérkőzés. A büntetőrúgások során az argentinok nem hibáztak és 4–2 arányban megnyerték a döntőt. Lionel Messi kapta az aranylabdát, Emiliano Martínezt a legjobb kapusnak, míg Enzo Fernándezt a torna legjobb fiatal játékosának választották.

## Nemzetközi eredmények
Világbajnokság
- Világbajnok: 3 alkalommal (1978, 1986, 2022)
- Ezüstérmes: 3 alkalommal (1930, 1990, 2014)

Copa América
- Győztes: 15 alkalommal (1921, 1925, 1927, 1929, 1937, 1941, 1945, 1946, 1947, 1955, 1957, 1959, 1991, 1993, 2021)
- Ezüstérmes: 12 alkalommal (1916, 1917, 1920, 1923, 1924, 1926, 1935, 1942, 1959, 1967, 2004, 2007, 2015, 2016)
- Bronzérmes: 4 alkalommal (1919, 1956, 1963, 1989)
- 4. hely: 2 alkalommal (1922, 1987)

Konföderációs kupa
- Győztes: 1 alkalommal (1992)
- Ezüstérmes: 2 alkalommal (1995, 2005)

 Olimpiai játékok
- Olimpiai bajnok: 2 alkalommal (2004, 2008)
- Ezüstérmes: 2 alkalommal (1928, 1996)

Artemio Franchi-trófea
- Győztes: 1 alkalommal (1993)

Pánamerikai bajnokság
- Győztes: 1 alkalommal (1960)

Pánamerikai játékok
- Győztes: 7 alkalommal (1951, 1955, 1959, 1971, 1995, 2003, 2019)

Copa Lipton
- Győztes: 17 alkalommal (1906, 1907, 1908, 1909, 1913, 1915, 1916, 1917, 1918, 1928, 1937, 1942, 1945, 1962, 1968, 1976, 1992)

Copa Newton
- Győztes: 17 alkalommal (1906, 1907, 1908, 1909, 1911, 1916, 1918, 1924, 1927, 1928, 1937, 1942, 1945, 1957, 1973, 1975, 1976)

Copa Roca
- Győztes: 4 alkalommal (1923, 1939–40, 1940, 1971)

      Bajnok
      Ezüstérem
      Bronzérem
      Negyedik hely
      Egészben vagy részben hazai rendezésű

### Világbajnoki szereplés
| Év       | Eredmény      | Hely          | M             | GY            | D             | V             | RG            | KG            |
| -------- | ------------- | ------------- | ------------- | ------------- | ------------- | ------------- | ------------- | ------------- |
| 1930     | Döntő         | 2.            | 5             | 4             | 0             | 1             | 18            | 9             |
| 1934     | Nyolcaddöntő  | 9.            | 1             | 0             | 0             | 1             | 2             | 3             |
| 1938     | Visszalépett  | Visszalépett  | Visszalépett  | Visszalépett  | Visszalépett  | Visszalépett  | Visszalépett  | Visszalépett  |
| 1950     | Visszalépett  | Visszalépett  | Visszalépett  | Visszalépett  | Visszalépett  | Visszalépett  | Visszalépett  | Visszalépett  |
| 1954     | Visszalépett  | Visszalépett  | Visszalépett  | Visszalépett  | Visszalépett  | Visszalépett  | Visszalépett  | Visszalépett  |
| 1958     | Csoportkör    | 13.           | 3             | 1             | 0             | 2             | 5             | 10            |
| 1962     | Csoportkör    | 10.           | 3             | 1             | 1             | 1             | 2             | 3             |
| 1966     | Negyeddöntő   | 5.            | 3             | 2             | 1             | 1             | 4             | 2             |
| 1970     | Nem jutott be | Nem jutott be | Nem jutott be | Nem jutott be | Nem jutott be | Nem jutott be | Nem jutott be | Nem jutott be |
| 1974     | 2. csoportkör | 8.            | 6             | 1             | 2             | 3             | 9             | 12            |
| 1978     | Világbajnok   | 1.            | 7             | 5             | 1             | 1             | 15            | 4             |
| 1982     | 2. csoportkör | 11.           | 5             | 2             | 0             | 3             | 8             | 7             |
| 1986     | Világbajnok   | 1.            | 7             | 6             | 1             | 0             | 14            | 5             |
| 1990     | Döntő         | 2.            | 7             | 2             | 3             | 2             | 5             | 4             |
| 1994     | Nyolcaddöntő  | 10.           | 4             | 2             | 0             | 2             | 8             | 6             |
| 1998     | Negyeddöntő   | 6.            | 5             | 3             | 1             | 1             | 10            | 4             |
| 2002     | Csoportkör    | 18.           | 3             | 1             | 1             | 1             | 2             | 2             |
| 2006     | Negyeddöntő   | 6.            | 5             | 3             | 2             | 0             | 11            | 3             |
| 2010     | Negyeddöntő   | 5.            | 5             | 4             | 0             | 1             | 10            | 6             |
| 2014     | Döntő         | 2.            | 7             | 5             | 1             | 1             | 8             | 4             |
| 2018     | Nyolcaddöntő  | 16.           | 4             | 1             | 1             | 2             | 6             | 9             |
| 2022     | Világbajnok   | 1.            | 7             | 4             | 2             | 1             | 15            | 8             |
| Összesen | Világbajnok   | 18/22         | 88            | 47            | 17            | 24            | 152           | 101           |

| Év       | Eredmény     | Hely         | M            | Gy           | D            | V            | RG           | KG           |
| -------- | ------------ | ------------ | ------------ | ------------ | ------------ | ------------ | ------------ | ------------ |
| 1916     | Döntő        | 2.           | 3            | 1            | 2            | 0            | 7            | 2            |
| 1917     | Döntő        | 2.           | 3            | 2            | 0            | 1            | 5            | 3            |
| 1919     | 3. hely      | 3.           | 3            | 1            | 0            | 2            | 7            | 7            |
| 1920     | Döntő        | 2.           | 3            | 1            | 2            | 0            | 4            | 2            |
| 1921     | Győztes      | 1.           | 3            | 3            | 0            | 0            | 5            | 0            |
| 1922     | 4. hely      | 4.           | 4            | 2            | 0            | 2            | 6            | 3            |
| 1923     | Döntő        | 2.           | 3            | 2            | 0            | 1            | 6            | 6            |
| 1924     | Döntő        | 2.           | 3            | 1            | 2            | 0            | 2            | 0            |
| 1925     | Győztes      | 1.           | 4            | 3            | 1            | 0            | 11           | 4            |
| 1926     | Döntő        | 2.           | 4            | 2            | 1            | 1            | 14           | 3            |
| 1927     | Győztes      | 1.           | 3            | 3            | 0            | 0            | 15           | 4            |
| 1929     | Győztes      | 1.           | 3            | 3            | 0            | 0            | 9            | 1            |
| 1935     | Döntő        | 2.           | 3            | 2            | 0            | 1            | 8            | 5            |
| 1937     | Győztes      | 1.           | 6            | 5            | 0            | 1            | 14           | 5            |
| 1939     | Visszalépett | Visszalépett | Visszalépett | Visszalépett | Visszalépett | Visszalépett | Visszalépett | Visszalépett |
| 1941     | Győztes      | 1.           | 4            | 4            | 0            | 0            | 10           | 2            |
| 1942     | Döntő        | 2.           | 6            | 4            | 1            | 1            | 21           | 6            |
| 1945     | Győztes      | 1.           | 6            | 5            | 1            | 0            | 22           | 5            |
| 1946     | Győztes      | 1.           | 5            | 5            | 0            | 0            | 17           | 3            |
| 1947     | Győztes      | 1.           | 7            | 6            | 1            | 0            | 28           | 4            |
| 1949     | Visszalépett | Visszalépett | Visszalépett | Visszalépett | Visszalépett | Visszalépett | Visszalépett | Visszalépett |
| 1953     | Visszalépett | Visszalépett | Visszalépett | Visszalépett | Visszalépett | Visszalépett | Visszalépett | Visszalépett |
| 1955     | Győztes      | 1.           | 5            | 4            | 1            | 0            | 18           | 6            |
| 1956     | 3. hely      | 3.           | 5            | 3            | 0            | 2            | 5            | 3            |
| 1957     | Győztes      | 1.           | 6            | 5            | 0            | 1            | 25           | 6            |
| 1959     | Győztes      | 1.           | 6            | 5            | 1            | 0            | 19           | 5            |
| 1959     | Döntő        | 2.           | 4            | 2            | 1            | 1            | 9            | 9            |
| 1963     | 3. hely      | 3.           | 6            | 3            | 1            | 2            | 15           | 10           |
| 1967     | Döntő        | 2.           | 5            | 4            | 0            | 1            | 12           | 3            |
| Összesen | 12 győzelem  | 26/29        | 113          | 81           | 15           | 17           | 314          | 107          |

| Év       | Eredmény     | Hely         | M            | Gy           | D            | V            | RG           | KG           |
| -------- | ------------ | ------------ | ------------ | ------------ | ------------ | ------------ | ------------ | ------------ |
| 1975     | Csoportkör   | 5.           | 4            | 2            | 0            | 2            | 17           | 4            |
| 1979     | Csoportkör   | 8.           | 4            | 1            | 1            | 2            | 7            | 6            |
| 1983     | Csoportkör   | 6.           | 4            | 1            | 3            | 0            | 5            | 4            |
| 1987     | Elődöntő     | 4.           | 4            | 1            | 1            | 2            | 5            | 4            |
| 1989     | 3. hely      | 3.           | 7            | 2            | 3            | 2            | 2            | 4            |
| 1991     | Győztes      | 1.           | 7            | 6            | 1            | 0            | 16           | 6            |
| 1993     | Győztes      | 1.           | 6            | 2            | 4            | 0            | 6            | 4            |
| 1995     | Negyeddöntő  | 5.           | 4            | 2            | 1            | 1            | 8            | 6            |
| 1997     | Negyeddöntő  | 6.           | 4            | 1            | 2            | 1            | 4            | 3            |
| 1999     | Negyeddöntő  | 8.           | 4            | 2            | 0            | 2            | 6            | 6            |
| 2001     | Visszalépett | Visszalépett | Visszalépett | Visszalépett | Visszalépett | Visszalépett | Visszalépett | Visszalépett |
| 2004     | Döntő        | 2.           | 6            | 4            | 1            | 1            | 16           | 6            |
| 2007     | Döntő        | 2.           | 6            | 5            | 0            | 1            | 16           | 6            |
| 2011     | Negyeddöntő  | 7.           | 4            | 1            | 3            | 0            | 5            | 2            |
| 2015     | Döntő        | 2.           | 6            | 3            | 3            | 0            | 10           | 3            |
| 2016     | Döntő        | 2.           | 6            | 5            | 1            | 0            | 18           | 2            |
| 2019     | 3. Hely      | 3. Hely      | 3. Hely      | 3. Hely      | 3. Hely      | 3. Hely      | 3. Hely      | 3. Hely      |
| 2021     | Győztes      | 1.           | 7            | 5            | 2            | 0            | 12           | 3            |
| Összesen | 3 győzelem   | 17/18        | 83           | 43           | 26           | 14           | 153          | 69           |

| Év       | Eredmény                  | Hely                      | M                         | Gy                        | D                         | V                         | Rg                        | Kg                        |
| -------- | ------------------------- | ------------------------- | ------------------------- | ------------------------- | ------------------------- | ------------------------- | ------------------------- | ------------------------- |
| 1908     | Nem indult                | Nem indult                | Nem indult                | Nem indult                | Nem indult                | Nem indult                | Nem indult                | Nem indult                |
| 1912     | Nem indult                | Nem indult                | Nem indult                | Nem indult                | Nem indult                | Nem indult                | Nem indult                | Nem indult                |
| 1920     | Nem indult                | Nem indult                | Nem indult                | Nem indult                | Nem indult                | Nem indult                | Nem indult                | Nem indult                |
| 1924     | Nem indult                | Nem indult                | Nem indult                | Nem indult                | Nem indult                | Nem indult                | Nem indult                | Nem indult                |
| 1928     | Ezüstérmes                | 2.                        | 5                         | 3                         | 1                         | 1                         | 25                        | 7                         |
| 1932     | Nem volt labdarúgótorna   | Nem volt labdarúgótorna   | Nem volt labdarúgótorna   | Nem volt labdarúgótorna   | Nem volt labdarúgótorna   | Nem volt labdarúgótorna   | Nem volt labdarúgótorna   | Nem volt labdarúgótorna   |
| 1936     | Nem indult                | Nem indult                | Nem indult                | Nem indult                | Nem indult                | Nem indult                | Nem indult                | Nem indult                |
| 1948     | Nem indult                | Nem indult                | Nem indult                | Nem indult                | Nem indult                | Nem indult                | Nem indult                | Nem indult                |
| 1952     | Nem indult                | Nem indult                | Nem indult                | Nem indult                | Nem indult                | Nem indult                | Nem indult                | Nem indult                |
| 1956     | Nem indult                | Nem indult                | Nem indult                | Nem indult                | Nem indult                | Nem indult                | Nem indult                | Nem indult                |
| 1960     | Negyeddöntő               | 7.                        | 3                         | 2                         | 0                         | 1                         | 6                         | 4                         |
| 1964     | Negyeddöntő               | 10.                       | 2                         | 0                         | 1                         | 1                         | 3                         | 4                         |
| 1968     | Nem jutott be             | Nem jutott be             | Nem jutott be             | Nem jutott be             | Nem jutott be             | Nem jutott be             | Nem jutott be             | Nem jutott be             |
| 1972     | Nem jutott be             | Nem jutott be             | Nem jutott be             | Nem jutott be             | Nem jutott be             | Nem jutott be             | Nem jutott be             | Nem jutott be             |
| 1976     | Nem jutott be             | Nem jutott be             | Nem jutott be             | Nem jutott be             | Nem jutott be             | Nem jutott be             | Nem jutott be             | Nem jutott be             |
| 1980     | Bejutott, de visszalépett | Bejutott, de visszalépett | Bejutott, de visszalépett | Bejutott, de visszalépett | Bejutott, de visszalépett | Bejutott, de visszalépett | Bejutott, de visszalépett | Bejutott, de visszalépett |
| 1984     | Nem jutott be             | Nem jutott be             | Nem jutott be             | Nem jutott be             | Nem jutott be             | Nem jutott be             | Nem jutott be             | Nem jutott be             |
| 1988     | Negyeddöntő               | 8.                        | 4                         | 1                         | 1                         | 2                         | 4                         | 5                         |
| 1992     | Nem jutott be             | Nem jutott be             | Nem jutott be             | Nem jutott be             | Nem jutott be             | Nem jutott be             | Nem jutott be             | Nem jutott be             |
| 1996     | Ezüstérmes                | 2.                        | 6                         | 3                         | 2                         | 1                         | 13                        | 6                         |
| 2000     | Nem jutott be             | Nem jutott be             | Nem jutott be             | Nem jutott be             | Nem jutott be             | Nem jutott be             | Nem jutott be             | Nem jutott be             |
| 2004     | Olimpiai bajnok           | 1.                        | 6                         | 6                         | 0                         | 0                         | 17                        | 0                         |
| 2008     | Olimpiai bajnok           | 1.                        | 6                         | 6                         | 0                         | 0                         | 11                        | 2                         |
| 2012     | Nem jutott be             | Nem jutott be             | Nem jutott be             | Nem jutott be             | Nem jutott be             | Nem jutott be             | Nem jutott be             | Nem jutott be             |
| 2016     | Csoportkör                | 11.                       | 3                         | 1                         | 1                         | 1                         | 3                         | 4                         |
| Összesen | Olimpiai bajnok           | 8/25                      | 35                        | 22                        | 6                         | 7                         | 81                        | 32                        |

| Év       | Eredmény      | Hely          | M             | Gy            | D             | V             | Rg            | Kg            |
| -------- | ------------- | ------------- | ------------- | ------------- | ------------- | ------------- | ------------- | ------------- |
| 1992     | Győztes       | 1.            | 2             | 2             | 0             | 0             | 7             | 1             |
| 1995     | Döntő         | 2.            | 3             | 1             | 1             | 1             | 5             | 3             |
| 1997     | Nem jutott be | Nem jutott be | Nem jutott be | Nem jutott be | Nem jutott be | Nem jutott be | Nem jutott be | Nem jutott be |
| 1999     | Nem jutott be | Nem jutott be | Nem jutott be | Nem jutott be | Nem jutott be | Nem jutott be | Nem jutott be | Nem jutott be |
| 2001     | Nem jutott be | Nem jutott be | Nem jutott be | Nem jutott be | Nem jutott be | Nem jutott be | Nem jutott be | Nem jutott be |
| 2003     | Nem jutott be | Nem jutott be | Nem jutott be | Nem jutott be | Nem jutott be | Nem jutott be | Nem jutott be | Nem jutott be |
| 2005     | Döntő         | 2.            | 5             | 2             | 2             | 1             | 10            | 10            |
| 2009     | Nem jutott be | Nem jutott be | Nem jutott be | Nem jutott be | Nem jutott be | Nem jutott be | Nem jutott be | Nem jutott be |
| 2013     | Nem jutott be | Nem jutott be | Nem jutott be | Nem jutott be | Nem jutott be | Nem jutott be | Nem jutott be | Nem jutott be |
| 2017     | Nem jutott be | Nem jutott be | Nem jutott be | Nem jutott be | Nem jutott be | Nem jutott be | Nem jutott be | Nem jutott be |
| Összesen | Győztes       | 3/10          | 10            | 5             | 3             | 2             | 22            | 14            |

| Év       | Eredmény      | Hely          | M             | Gy            | D             | V             | Rg            | Kg            |
| -------- | ------------- | ------------- | ------------- | ------------- | ------------- | ------------- | ------------- | ------------- |
| 1951     | Győztes       | 1.            | 4             | 4             | 0             | 0             | 16            | 2             |
| 1955     | Győztes       | 1.            | 6             | 5             | 1             | 0             | 23            | 7             |
| 1959     | Győztes       | 1.            | 6             | 5             | 1             | 0             | 20            | 4             |
| 1963     | Döntő         | 2.            | 7             | 3             | 1             | 0             | 18            | 3             |
| 1967     | Csoportkör    | 5.            | 3             | 1             | 1             | 1             | 7             | 3             |
| 1971     | Győztes       | 1.            | 5             | 4             | 1             | 0             | 7             | 2             |
| 1975     | 3. hely       | 3.            | 3             | 2             | 1             | 0             | 9             | 1             |
| 1979     | 3. hely       | 3.            | 4             | 2             | 2             | 0             | 3             | 0             |
| 1983     | Csoportkör    | 5.            | 2             | 0             | 0             | 2             | 0             | 4             |
| 1987     | 3. hely       | 3.            | 4             | 3             | 0             | 1             | 11            | 3             |
| 1991     | Nem jutott be | Nem jutott be | Nem jutott be | Nem jutott be | Nem jutott be | Nem jutott be | Nem jutott be | Nem jutott be |
| 1995     | Győztes       | 1.            | 6             | 5             | 1             | 0             | 10            | 4             |
| 1999     | Nem jutott be | Nem jutott be | Nem jutott be | Nem jutott be | Nem jutott be | Nem jutott be | Nem jutott be | Nem jutott be |
| 2003     | Győztes       | 1.            | 5             | 5             | 0             | 0             | 10            | 5             |
| 2007     | Csoportkör    | 9.            | 3             | 0             | 2             | 1             | 1             | 3             |
| 2011     | Döntő         | 2.            | 5             | 3             | 1             | 1             | 6             | 2             |
| 2015     | Nem indult    | Nem indult    | Nem indult    | Nem indult    | Nem indult    | Nem indult    | Nem indult    | Nem indult    |
| 2019     | Győztes       | 1.            | 5             | 4             | 0             | 1             | 14            | 6             |
| Összesen | 7 győzelem    | 15/17         | 68            | 46            | 12            | 7             | 155           | 49            |

## Mezek a válogatott története során
Az argentin labdarúgó-válogatott hagyományos szerelése égszínkék-fehér csíkos mez, fekete nadrág és fehér sportszár. A váltómez leggyakrabban sötétkék mezből, sötétkék vagy fehér nadrágból és sötétkék sportszárból áll.

### Hazai mezek
| 1901–1908 | 1908–1974 | 1930 | 1975 | 1978 | 1982 | 1986 | 1990 | 1994 | 1998 |
| 1999      | 2002      | 2004 | 2006 | 2008 | 2010 | 2011 | 2014 | 2015 | 2016 |
| 2018      | 2019      | 2021 | 2021 | 2022 |      |      |      |      |      |

### Idegenbeli mezek
| 1919 | 1958 | 1978 | 1982 | 1986 | 1994        | 1998 | 2002 | 2004        |      |
| 2006 | 2008 | 2010 | 2011 | 2014 | 2015 — 2016 | 2018 | 2020 | 2021 — 2022 | 2022 |

## Játékosok

### Játékoskeret
Az argentin válogatott 26 fős kerete a 2022-es Világbajnokság mérkőzéseire.
A keretbejelentés óta 2 változás is történt: Nicolás González és Joaquín Correa sérülés miatt kikerült, helyükre Ángel Correa és Thiago Almada került be.
A pályára lépések és gólok száma a 2022. szeptember 27-én  Jamaica elleni mérkőzés után lett frissítve.
| Szám          | Poszt   | Név                 | Születési dátum / Kor         | Válogatottság | Gólok   | Klub                   |         |         |         |
| Kapusok       | Kapusok | Kapusok             | Kapusok                       | Kapusok       | Kapusok | Kapusok                | Kapusok | Kapusok | Kapusok |
| ------------- | ------- | ------------------- | ----------------------------- | ------------- | ------- | ---------------------- | ------- | ------- | ------- |
| 1             | K       | Franco Armani       | 1986. október 16. (38 éves)   | 18            | 0       | River Plate            |         |         |         |
| 12            | K       | Gerónimo Rulli      | 1992. május 20. (32 éves)     | 4             | 0       | Villarreal             |         |         |         |
| 23            | K       | Emiliano Martínez   | 1992. szeptember 2. (32 éves) | 18            | 0       | Aston Villa            |         |         |         |
| Védők         |         |                     |                               |               |         |                        |         |         |         |
| 2             | V       | Juan Foyth          | 1998. január 12. (27 éves)    | 15            | 0       | Villarreal             |         |         |         |
| 3             | V       | Nicolás Tagliafico  | 1992. augusztus 31. (32 éves) | 42            | 0       | Lyon                   |         |         |         |
| 4             | V       | Gonzalo Montiel     | 1997. január 1. (28 éves)     | 17            | 0       | Sevilla                |         |         |         |
| 6             | V       | Germán Pezzella     | 1991. június 27. (33 éves)    | 31            | 2       | Betis                  |         |         |         |
| 8             | V       | Marcos Acuña        | 1991. október 28. (33 éves)   | 42            | 0       | Sevilla                |         |         |         |
| 13            | V       | Cristian Romero     | 1998. április 27. (26 éves)   | 12            | 1       | Tottenham Hotspur      |         |         |         |
| 19            | V       | Nicolás Otamendi    | 1988. február 12. (37 éves)   | 92            | 4       | Benfica                |         |         |         |
| 25            | V       | Lisandro Martínez   | 1998. január 18. (27 éves)    | 25            | 0       | Manchester United      |         |         |         |
| 26            | V       | Nahuel Molina       | 1998. április 6. (26 éves)    | 19            | 0       | Atlético Madrid        |         |         |         |
| Középpályások |         |                     |                               |               |         |                        |         |         |         |
| 5             | KP      | Leandro Paredes     | 1994. június 29. (30 éves)    | 45            | 4       | Juventus               |         |         |         |
| 7             | KP      | Rodrigo De Paul     | 1994. május 24. (30 éves)     | 43            | 2       | Atletico Madrid        |         |         |         |
| 14            | KP      | Thiago Almada       | 2001. április 26. (23 éves)   | 1             | 0       | Atlanta United         |         |         |         |
| 16            | KP      | Ángel Correa        | 1995. március 9. (30 éves)    | 22            | 3       | Atletico Madrid        |         |         |         |
| 17            | KP      | Alejandro Gómez     | 1988. február 15. (37 éves)   | 15            | 3       | Sevilla                |         |         |         |
| 18            | KP      | Guido Rodríguez     | 1994. április 12. (30 éves)   | 25            | 1       | Betis                  |         |         |         |
| 20            | KP      | Alexis Mac Allister | 1998. december 24. (26 éves)  | 7             | 0       | Brighton & Hove Albion |         |         |         |
| 24            | KP      | Enzo Fernández      | 2001. január 17. (24 éves)    | 2             | 0       | Benfica                |         |         |         |
| Csatárok      |         |                     |                               |               |         |                        |         |         |         |
| 9             | CS      | Julián Álvarez      | 2000. január 31. (25 éves)    | 11            | 2       | Manchester City        |         |         |         |
| 10            | CS      | Lionel Messi        | 1987. június 24. (37 éves)    | 164           | 90      | Iner Miami CF          |         |         |         |
| 11            | CS      | Ángel Di María      | 1988. február 14. (37 éves)   | 123           | 25      | Juventus               |         |         |         |
| 15            | CS      | Ángel Correa        | 1995. március 9. (30 éves)    | 22            | 3       | Atlético Madrid        |         |         |         |
| 21            | CS      | Paulo Dybala        | 1993. november 15. (31 éves)  | 34            | 3       | Roma                   |         |         |         |
| 22            | CS      | Lautaro Martínez    | 1997. augusztus 22. (27 éves) | 40            | 21      | Internazionale         |         |         |         |

### Válogatottsági rekordok
- A még aktív játékosok félkövérrel vannak megjelölve.

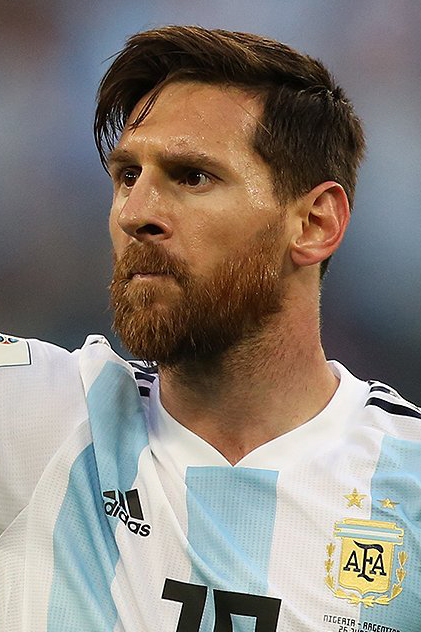
Lionel Messi 172 pályára lépésével a válogatottsági rekorder.

Frissítve: 2024. július 1-jén
| #   | Név               | Mérkőzés | Gól | Időszak   |
| --- | ----------------- | -------- | --- | --------- |
| 1.  | Lionel Messi      | 178      | 106 | 2005–     |
| 2.  | Javier Mascherano | 147      | 3   | 2003–2018 |
| 3.  | Javier Zanetti    | 145      | 5   | 1994–2011 |
| 4.  | Ángel Di María    | 129      | 28  | 2008–     |
| 5.  | Roberto Ayala     | 115      | 7   | 1994–2007 |
| 6.  | Diego Simeone     | 104      | 11  | 1988–2002 |
| 7.  | Sergio Agüero     | 101      | 41  | 2006–2021 |
| 8.  | Nicolás Otamendi  | 100      | 4   | 2009–     |
| 9.  | Oscar Ruggeri     | 97       | 7   | 1983–1994 |
| 10. | Sergio Romero     | 96       | 0   | 2009–2018 |

### Legtöbb gólt szerző játékosok
Frissítve: 2022. december 18-án frissítve
| #  | Név               | Gól | Mérkőzés | Arány | Időszak   |
| -- | ----------------- | --- | -------- | ----- | --------- |
| 1. | Lionel Messi      | 98  | 172      | 0.55  | 2005–     |
| 2. | Gabriel Batistuta | 56  | 78       | 0.72  | 1991–2002 |
| 3. | Sergio Agüero     | 41  | 101      | 0.41  | 2006–2021 |
| 4. | Hernán Crespo     | 35  | 64       | 0.55  | 1995–2007 |
| 5. | Diego Maradona    | 34  | 91       | 0.37  | 1977–1994 |
| 6. | Gonzalo Higuaín   | 31  | 75       | 0.41  | 2009–2018 |
| 7. | Ángel Di María    | 28  | 129      | 0.21  | 2008–     |
| 8. | Luis Artime       | 24  | 25       | 0.96  | 1961–1967 |
| 9. | Leopoldo Luque    | 22  | 45       | 0.49  | 1975–1981 |
| 9. | Daniel Passarella | 22  | 70       | 0.31  | 1976–1986 |

### Ismert játékosok
| - Sergio Agüero (2006-2021) - Pablo Aimar (1997–2010) - Antonio Angelillo (1957) - Osvaldo Ardiles (1974–1983) - Luis Artime (1961–1967) - Roberto Ayala (1995–2006) - Rubén Ayala (1969–1974) - Abel Balbo (1988–1998) - Gabriel Batistuta (1988–2005) - Daniel Bertoni (1974–1981) - Miguel Ángel Brindisi (1969–1974) - José Luis Brown (1983–1990) - Jorge Burruchaga (1983–1990) - Claudio Caniggia (1977–1999) - Roberto Cherro (1926–1937) - Omar Oreste Corbatta (1956–1962) - Hernán Crespo (1993–2009) - Martín Demichelis (2005-) - Ángel Di María (2006-) - Alfredo Di Stéfano (1947) - Ramón Díaz (1979–1982) - Rogelio Domínguez (1951–1963) - Manuel Ferreira (1927–1930) - Ubaldo Fillol (1972–1985) - Rodolfo Fischer (1967–1972) - Marcelo Gallardo (1995–2002) - Américo Gallego (1975–1982) | - Ricardo Giusti (1983–1990) - Kily González (1998–2007) - Sergio Goycochea (1988-1994) - Gabriel Heinze (1999–2011) - Gonzalo Higuaín (2004-) - René Houseman (1973–1979) - Mario Kempes (1973–1985) - Ángel Labruna (1942–1958) - Erik Lamela (2011-) - Ezequiel Lavezzi (2007-) - Claudio López (1995–2004) - Félix Loustau (1945–1952) - Leopoldo Luque (1977–1984) - Herminio Masantonio (1935–1942) - Javier Mascherano (2003–) - Humberto Maschio (1956–1957) - Oscar Más (1965–1972) - Diego Maradona (1977–1994) - Rinaldo Martino (1942–1948) - Norberto Méndez (1945–1956) - Lionel Messi (2005–) - Rodolfo Micheli (1953–1956) - José Manuel Moreno (1940–1947) - Jorge Olguín (1976–1982) - Ermindo Onega (1960–1967) - Ariel Ortega (1994–2012) | - Nicolás Otamendi (2009-) - Martín Palermo (1999-2010) - Daniel Passarella (1985–2005) - Javier Pastore (2010-) - Carlos Peucelle (1928–1940) - René Pontoni (1942–1947) - Nery Pumpido (1983-1990) - Juan Román Riquelme (1999–2010) - Carlos Roa (1997-1999) - Maxi Rodríguez (2003–2012) - Sergio Romero (2009-) - Oscar Ruggeri (1982–1994) - Walter Samuel (2000–2013) - José Sanfilippo (1957–1962) - Javier Saviola (1999–2009) - Roberto Sensini (1987–2003) - Manuel Seoane (1924–1929) - Diego Simeone (1990–2005) - Juan Pablo Sorín (1995–2006) - Rubén Héctor Sosa (1959–1962) - Domingo Tarasconi (1922–1929) - Alberto Tarantini (1974–1982) - Carlos Tévez (2004–) - Juan Sebastián Verón (1995–2012) - Pablo Zabaleta (2005-) - Javier Zanetti (1994–2013) |

## Ifjúsági világbajnokságok
Az argentin fiatalok hatszor nyertek ifjúsági illetve U20-as világbajnokságot. Három alkalommal (1995, 1997, 2001) José Pékerman volt a szövetségi edző.
- 1979-ben Japánban, Diego Maradona és Ramón Díaz vezényletével
- 1995-ben Katarban Juan Pablo Sorínnal
- 1997-ben Malajziában (Juan Román Riquelme, Esteban Cambiasso, Pablo Aimar)
- 2001-ben Argentínában (Javier Saviola, Andrés D'Alessandro)
- 2005-ben Hollandiában (Lionel Messi, Sergio Agüero)
- 2007-ben Kanadában (Sergio Agüero, Éver Banega)

## Szövetségi kapitányok

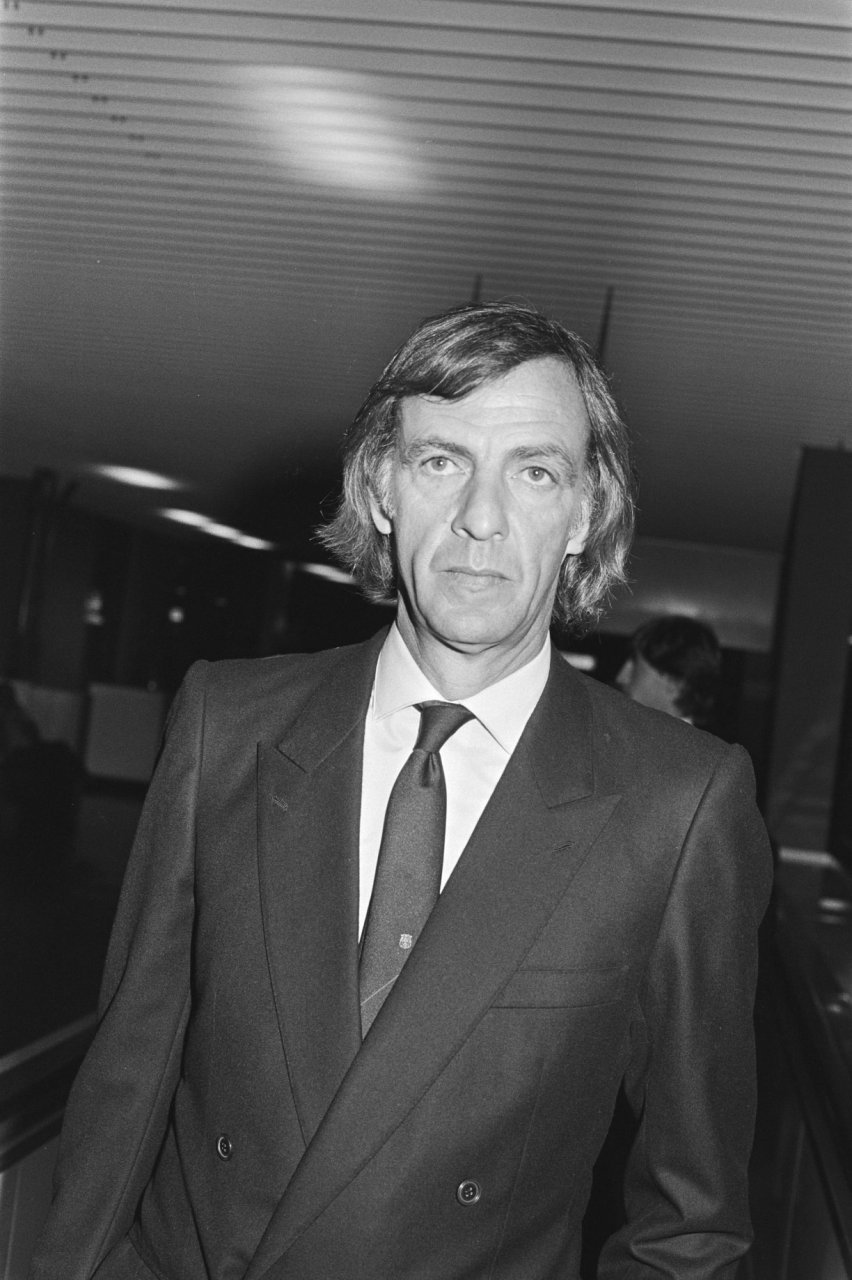
César Luis Menotti 1978-ban világbajnoki címig vezette az argentin válogatottat.

| Időszak | Kapitány                             |
| ------- | ------------------------------------ |
| 1924–25 | Ángel Vázquez                        |
| 1927–28 | José Lago Millán                     |
| 1928–29 | Francisco Olazar                     |
| 1929–30 | Francisco Olazar & Juan J. Tramutola |
| 1934    | Felipe Pascucci                      |
| 1934–37 | Manuel Seoane                        |
| 1937–39 | Ángel Fernández Roca                 |
| 1939–60 | Guillermo Stábile                    |
| 1960–61 | Victorio Spinetto                    |
| 1962–63 | Juan Carlos Lorenzo                  |

| Időszak | Kapitány           |
| ------- | ------------------ |
| 1963    | Alejandro Galán    |
| 1963–64 | Horacio Torres     |
| 1964–68 | José María Minella |
| 1968    | Renato Cesarini    |
| 1968–69 | Humberto Maschio   |
| 1969    | Adolfo Pedernera   |
| 1969–72 | Juan José Pizzuti  |
| 1972–74 | Omar Sívori        |
| 1974    | Vladislao Cap      |
| 1974–83 | César Luis Menotti |
| 1983–90 | Carlos Bilardo     |

| Időszak   | Kapitány          |
| --------- | ----------------- |
| 1990–94   | Alfio Basile      |
| 1994–98   | Daniel Passarella |
| 1998–2004 | Marcelo Bielsa    |
| 2004–06   | José Pékerman     |
| 2006–08   | Alfio Basile      |
| 2008–10   | Diego Maradona    |
| 2010–11   | Sergio Batista    |
| 2011–14   | Alejandro Sabella |
| 2014–16   | Gerardo Martino   |
| 2016–17   | Edgardo Bauza     |
| 2017–18   | Jorge Sampaoli    |
| 2018-     | Lionel Scaloni    |